# Comuna de Ostrzeszów
Ostrzeszów (polaco: Gmina Ostrzeszów) é uma gminy (comuna) na Polónia, na voivodia de Grande Polónia e no condado de Ostrzeszowski. A sede do condado é a cidade de Ostrzeszów.
De acordo com os censos de 2004, a comuna tem 23 115 habitantes, com uma densidade 123,3 hab/km².

## Área
Estende-se por uma área de 187,49 km², incluindo:
- área agricola: 53%
- área florestal: 39%

## Demografia
Dados de 30 de Junho 2004:
|                      | Total   | Total | Mulheres | Mulheres | Homens  | Homens |
| -------------------- | ------- | ----- | -------- | -------- | ------- | ------ |
|                      | pessoas | %     | pessoas  | %        | pessoas | %      |
| População            | 23 115  | 100   | 11 957   | 51,7     | 11 158  | 48,3   |
| Densidade (pop./km²) | 123,3   | 100   | 63,8     | 63,8     | 59,5    | 59,5   |

De acordo com dados de 2002, o rendimento médio per capita ascendia a 1236,68 zł.

## Subdivisões
- Bledzianów, Jesiona, Kochłowy, Korpysy, Kotowskie, Kozły, Kuźniki,Marydół, Myje, Niedźwiedź, Olszyna, Ostrzeszów-Pustkowie, Rogaszyce, Rojów, Siedlików, Szklarka Myślniewska, Szklarka Przygodzicka, Turze, Zajączki.

## Comunas vizinhas
- Doruchów, Grabów nad Prosną, Kępno, Kobyla Góra, Mikstat, Przygodzice, Sośnie